# Trinomys iheringi
Trinomys iheringi és una espècie de mamífer rosegador de la família de les rates espinoses. És endèmica del sud-est del Brasil. Té una longevitat de fins a 30 mesos. El seu hàbitat natural són els boscos de plana. És una espècie en risc mínim, és a dir, no sembla que hi hagi cap amenaça significativa per a la seva supervivència.
Aquest tàxon fou anomenat en honor del zoòleg, malacòleg i geòleg alemanobrasiler Hermann von Ihering.